# Peter N. Kyros

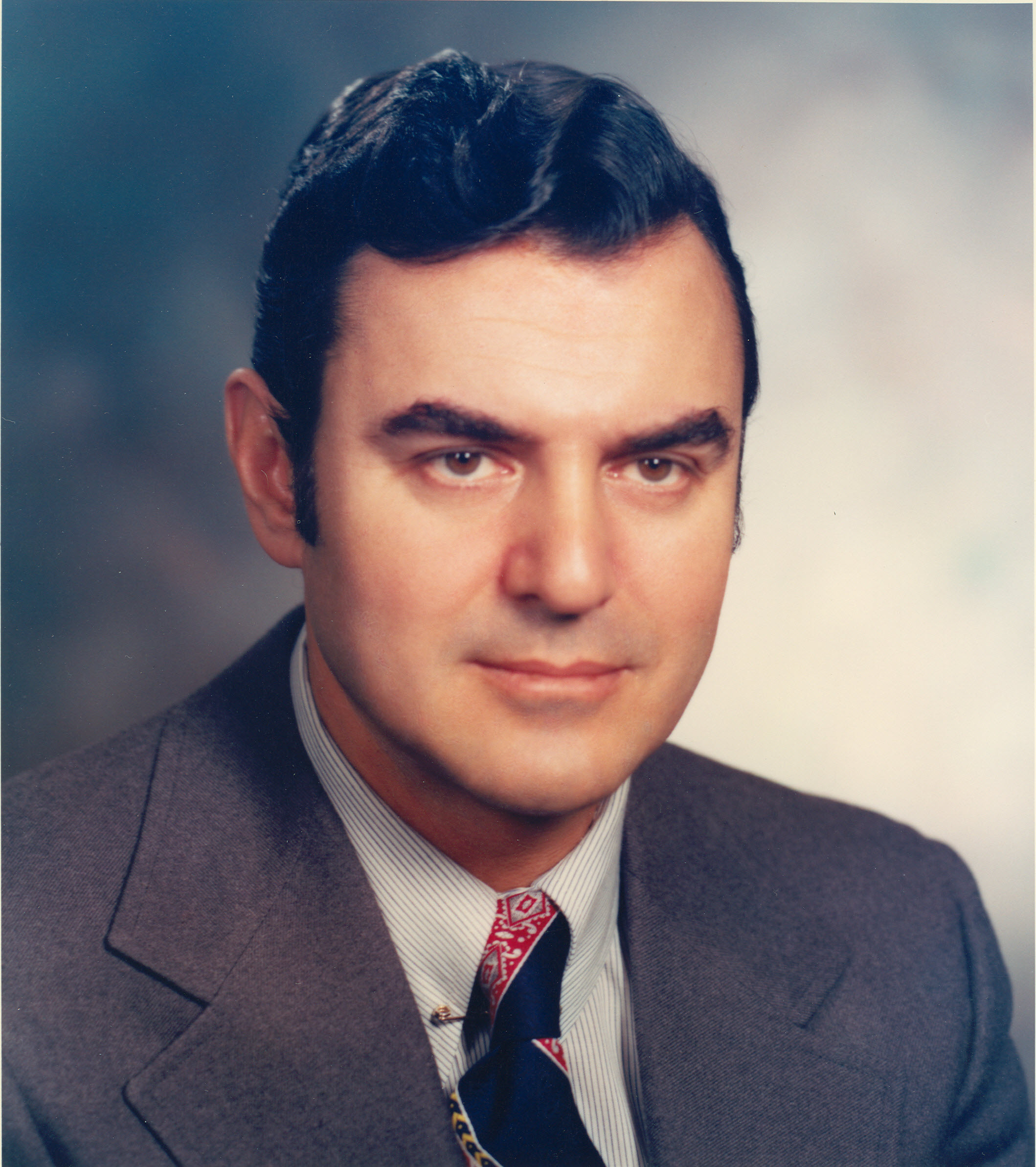
Peter Kyros

Peter Nicholas Kyros (* 11. Juli 1925 in Portland, Maine; † 10. Juli 2012) war ein US-amerikanischer Politiker. Zwischen 1967 und 1975 vertrat er den Bundesstaat Maine im US-Repräsentantenhaus.

## Werdegang
Peter Kyros besuchte die öffentlichen Schulen seiner Heimat und das Massachusetts Institute of Technology (MIT). Zwischen 1944 und 1953 diente er in der US-Marine. In dieser Zeit studierte er bis 1947 an der US-Marineakademie in Annapolis. Nach einem anschließenden Jurastudium an der Harvard University und seiner im Jahr 1957 erfolgten Zulassung als Rechtsanwalt begann er in Portland in seinem neuen Beruf zu praktizieren. Von 1957 bis 1959 war er Berater der öffentlichen Versorgungskommission von Maine (Public Utilities Commission).
Politisch war Kyros Mitglied der Demokratischen Partei. Bei den Kongresswahlen des Jahres 1966 wurde er im ersten Wahlbezirk von Maine in das US-Repräsentantenhaus in Washington, D.C. gewählt. Dort trat er am 3. Januar 1967 die Nachfolge von Stanley R. Tupper an. Nach drei Wiederwahlen konnte er bis zum 3. Januar 1975 vier Legislaturperioden im Kongress absolvieren. In dieser Zeit endete der Vietnamkrieg. Außerdem wurde das politische Leben in den Vereinigten Staaten im Jahr 1974 von der Watergate-Affäre überschattet. Während Kyros’ Zeit im Kongress wurden der 25. und der 26. Verfassungszusatz ratifiziert.
Bei den Wahlen des Jahres 1974 verlor Kyros gegen David F. Emery von der Republikanischen Partei. Zwischen 1980 und 1982 arbeitete er für das Außenministerium. Danach war er wieder als Rechtsanwalt tätig.